# Saint-Martin-de-Bavel
Saint-Martin-de-Bavel è un comune francese di 461 abitanti situato nel dipartimento dell'Ain della regione dell'Alvernia-Rodano-Alpi.

## Società

### Evoluzione demografica
Abitanti censiti